# 증권선물위원회
증권선물위원회(證券先物委員會, Securities and Futures Commission, SFC)는 증권 및 선물시장의 불공정거래를 조사하고, 증권선물시장에 대한 관리 및 감독 등의 업무에 대한 주요 사항을 사전심의하기 위하여 설립된 대한민국 금융위원회 소속의 합의제 행정기관이다. 차관급 위원장 1인을 포함한 5인의 위원으로 구성한다. 위원장을 제외한 위원 중 1인은 상임(고위공무원단에 속하는 별정직공무원)으로 하고 위원장은 금융위원회 부위원장이 겸임하며, 증권선물위원회 위원은 금융위원회 위원장의 추천으로 대통령이 임명한다. 서울특별시 영등포구 여의대로 38에 위치하고 있다.

## 설립 근거
- 금융위원회의 설치 등에 관한 법률

## 주요 업무
- 증권·선물시장의 불공정거래 조사
- 기업회계 기준 및 회계감리에 관한 업무
- 금융위원회 소관 사무 중 자본시장의 관리·감독 및 감시 등과 관련된 주요사항에 대한 사전 심의
- 증권·선물시장의 관리감독 및 감시 등을 통해 금융위원회로부터 위임받은 업무
- 기타 다른 법령에서 증권선물위원회에 부여한 업무

## 설립 근거
- 금융위원회의 설치 등에 관한 법률

## 주요 업무
- 증권·선물시장의 불공정거래 조사
- 기업회계 기준 및 회계감리에 관한 업무
- 금융위원회 소관 사무 중 자본시장의 관리·감독 및 감시 등과 관련된 주요사항에 대한 사전 심의
- 증권·선물시장의 관리감독 및 감시 등을 통해 금융위원회로부터 위임받은 업무
- 기타 다른 법령에서 증권선물위원회에 부여한 업무

## 현재 위원장 및 위원
- 위원장 김소영 서울대학교 경제학부 교수
- 상임위원 이윤수 전 금융위원회 금융정보분석원장
- 비상임위원 박종성 숙명여자대학교 경영학과 교수
- 비상임위원 이동욱 고려대학교 경영대학 교수
- 비상임위원 정준혁 서울대학교 법학전문대학교 교수

(2025.02.기준)

## 같이 보기
- 금융감독원
- 한국거래소